# Turnagra capensis
El piopio de isla Sur (Turnagra capensis) fue una especie de ave paseriforme de la familia Oriolidae que vivía en Nueva Zelanda. Se considera extinto ya que no se han producido avistamientos desde 1963.

## Taxonomía

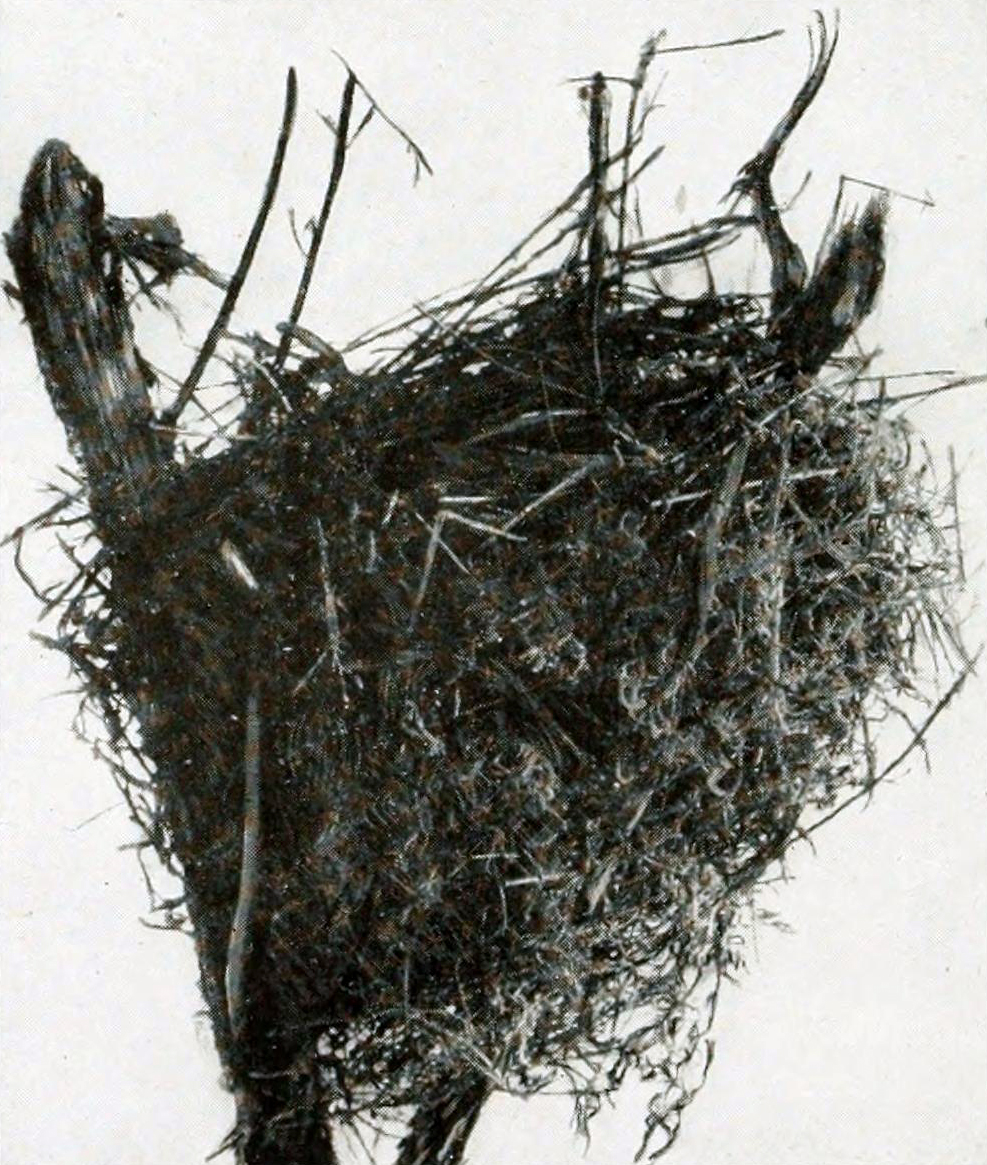
Foto de un nido de T. c. capensis.

Durante mucho tiempo se consideró que el piopio de isla Norte y el piopio de isla Norte formaban parte de una misma especie, pero posteriormente se los clasificó en dos especies distintas debido a sus pronunciadas diferencias en el plumaje y por las diferencias anatómicas de sus huesos.
Se reconocen dos subespecies, la nominal T. c. capensis de la isla Sur, y el más pequeño piopio de isla Stephens (T. c. minor) de la isla Stephens, que con frecuencia se consideró que se había descrito a partir de aves juveniles pero que parece ser un taxón válido. La suposición de que un buen volador pudiera evolucionar aisladamente en una isla pequeña (2,6 km²) solo separada por 3,2 km parece difícil de creer, pero al parecer el piopio era reacio a volar largas distancias y generalmente no estaba presente en las pequeñas islas circundantes, además la isla de Stephens podría haber sustentado una población de varios cientos de aves en 1894.

## Descripción

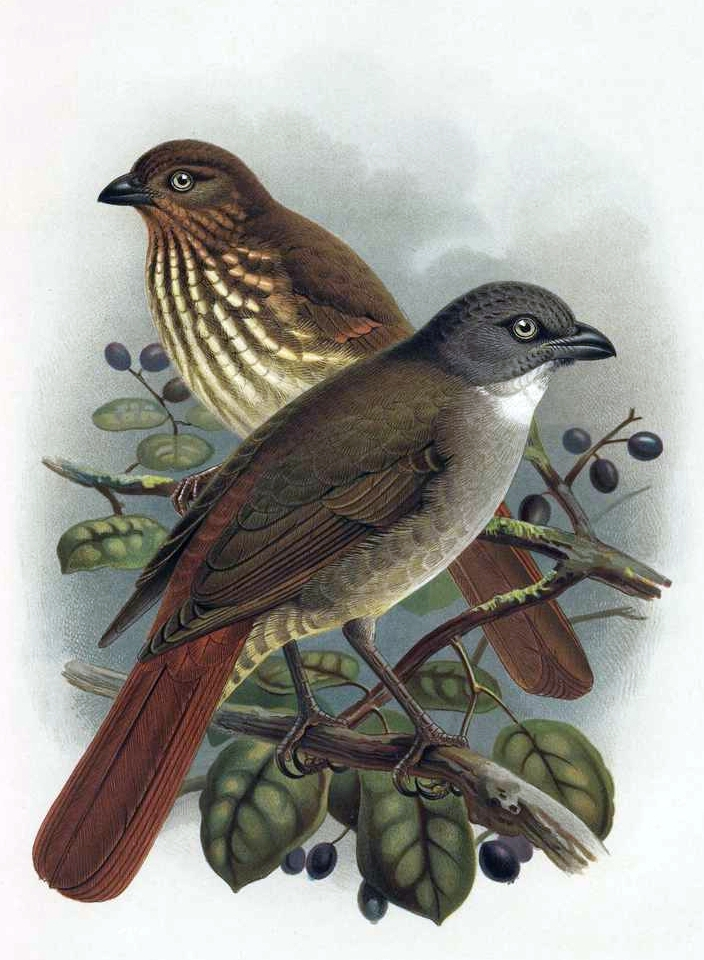
Ilustración con las dos especies.
(el piopio de isla Sur detrás).

El piopio de isla Sur era un ave de tamaño medio con una coloración principal parda olivácea, con las alas y la cola rojizas, y el pecho moteado. Se considera que el piopio de isla Sur tenía uno de los mejores cantos entre las aves nativas de Nueva Zelanda. Los piopios de isla Sur eran omnívoros, y no se asustaba demasiado de los humanos, ya que se ha registrado que se acercaba a los campistas para recoger pedacitos de comida.

## Extinción
El piopio de isla Sur se consideró frecuente en los sotobosques de Nueva Zelanda hasta 1863 cuando empezó a descender su población. El piopio continuó su rápido declive durante los años 1880s debido principalmente a la depredación sufrida por parte de los gatos y ratas introducidos en la isla por el hombre, además de por la destrucción de su hábitat. El 1888 se decía que era el ave más rara de toda Nueva Zelanda, y en 1905 se le consideraba virtualmente extinto. El último ejemplar confirmado fue abatido de un tiro en Oharu en 1902, aunque se produjeron algunos avistamientos sin confirmar posteriormente. Por ejemplo se registraron avistamientos no confirmados cerca de Patea en 1923, entre Gisborne y Wairoa el 7 de mayo de 1947, en el distrito Nelson en enero de 1948, y el 17 de diciembre de 1947 en el lago Hauroko. El último supuesto avistamiento se produjo en 1963.

### Subespecie de la isla Stephens
La población de isla Stephens se extinguió aparentemente en 1897, debido a la depredación de los gatos asilvestrados que se habían multiplicado sin control en aquella época. El último espécimen se recolectó el 7 de enero de 1897, y no quedaba ninguno a finales de 1898. En la actualidad solo existen 12 especímenes de la variedad de la isla Stephens:
- Staatliches Museum Dresden 16657, 16658, 16659, 16660, 16661; cinco especímenes conservados en alcohol adquiridos de la colección de Walter Buller, recibidos en 1899,
- Natural History Museum, Londres 1903.12.10.2.; una piel de una hembra adquirida W. F. H. Rosenberg,
- World Museum Liverpool B.20.12.01-24 (male) and B.20.12.01-24a (hembra); pieles de la colección de Buller adquiridas en 1901,
- Royal Ontario Museum, 3915, de a colección Fleming de Toronto; una piel de macho (es espécimen tipo),
- Carnegie Museum, Pittsburgh CM 24753 (macho) y CM 24754 (hembre); pieles de la coleccións Buller (con números 194c y 194d) y
- Übersee-Museum, Bremen 15080; una piel de macho recolectada por Hugo H. Schauinsland (el último registro).

Los últimos tres están datadas fiablemente fueron recolectados en 1894, 1895 y 1897, respectivamente.

## Parásitos
Se han encontrado piojos del género Brueelia en el piopio de isla Sur.